# 青山忠俊
青山 忠俊（あおやま ただとし）は、安土桃山時代から江戸時代前期にかけての武将。徳川幕府譜代大名。常陸国江戸崎藩の第2代藩主、武蔵国岩槻藩主、上総国大多喜藩主。青山家宗家10代。官位は従五位下・伯耆守。徳川家光へのたびたびの諫言のため改易となる。

## 生涯
天正6年（1578年）、青山忠成の次男として遠江国浜松で誕生した。
小田原征伐で初陣を飾り、兄・忠次の早世により嫡子となる。父・忠成が徳川家康に仕えていたため、最初は家康に仕え、後に2代将軍・徳川秀忠に仕える。慶長5年（1600年）より伯耆守を称す。慶長8年（1603年）に5,000石を与えられる。慶長12年（1607年）に土井利勝、酒井忠世と共に徳川家光の傅役を務める。慶長15年（1610年）、5,000石を加増され1万石を領する独立した大名となる。慶長18年（1613年）には父・忠成の死により、常陸江戸崎藩2代藩主となった。元和元年（1615年）には本丸老職となる。元和6年（1620年）5万5,000石をもって岩槻城主となる。
しかし、忠俊はしばしば家光に諫言を繰り返したため、元和9年（1623年）10月19日には、老中を免職の上、上総大多喜藩（2万石）に減転封され、その後寛永2年（1625年）に除封され、下総国網戸・相模国溝郷・遠江小林を経て、相模今泉で蟄居する。秀忠の死後に再出仕の要請があったが断っており、子の宗俊と宗祐が出仕している（宗俊は後に大名へ復帰）。
寛永20年（1643年）、死去。享年66。

## 系譜
- 父：青山忠成（1551年 - 1613年）
- 母：天方通興娘
- 正室：大久保忠佐娘
  - 長男：青山宗俊（1604年 - 1679年）
  - 次男：青山宗祐（1606年 - 1644年）
- 生母不明の子女
  - 男子：青山忠栄
  - 男子：青山正俊
  - 女子：滝川正利正室
  - 女子：寿松院 - 稲葉一通継室
  - 女子：川口正信室
  - 女子：中根正次室

## 関連寺社
- 金王八幡宮 - 東京都渋谷区にある神社。将軍相続を危ぶまれた徳川家光のため、忠俊と家光の乳母・春日局が熱心に祈願した。後に二人の寄進によって社殿が造営され、現在は渋谷区指定有形文化財となっている[3]。
- 青山神社 - 兵庫県丹波篠山市にある神社。篠山旧藩士民で青山家の旧恩を追慕景仰する人々によって、明治13年（1880年）に忠俊を祭神として篠山城内に建立した。なお、旧藩主の遠祖であるが忠俊は篠山とは縁故がなかった。そのため、昭和5年（1930年）に篠山藩主であった青山忠裕も合祀された[4]。

## 登場作品
映画
- 荒木又右衛門 天下の伊賀越（1934年、演：児島武彦）
- 荒木又右衛門（1955年、演：南光明）
- 江戸っ子祭（1958年、演：志村喬）
- 天下の御意見番（1962年、演：三島雅夫）

テレビドラマ
- 春の坂道（1971年、演：志村喬）
- 大久保彦左衛門（1973年、演：岡田英次）
- 徳川三国志（1975年、演：金子信雄）
- 大奥（1983年、演：山本清）
- 春日局（1999年、演：野村信次）
- 葵 徳川三代（2000年、演：石倉三郎）
- 大奥 第一章（2004年、演：柴田善行）

漫画
- 中島健志『コミック版日本の歴史(28)江戸人物伝 徳川家光』（2011年、ポプラ社）